# Gochar
Gochar là một thị xã và là một nagar panchayat của quận Chamoli thuộc bang Uttaranchal, Ấn Độ.

## Nhân khẩu
Theo điều tra dân số năm 2001 của Ấn Độ, Gochar có dân số 7278 người. Phái nam chiếm 58% tổng số dân và phái nữ chiếm 42%. Gochar có tỷ lệ 81% biết đọc biết viết, cao hơn tỷ lệ trung bình toàn quốc là 59,5%: tỷ lệ cho phái nam là 85%, và tỷ lệ cho phái nữ là 76%. Tại Gochar, 12% dân số nhỏ hơn 6 tuổi.